# YSR (distrikt)
YSR er en forkortelse for Dr.Y.S.Rajasekhara Reddy District (Cuddapah) tidligere Kadapa (telugu: కడప జిల్లా, urdu: کڈپہ ضلع) er et distrikt i den indiske delstat Andhra Pradesh. Distriktets hovedstad er Kadapa. 
Den 8. juli 2010 omdøbt regeringen i Andhra Pradesh. Kadapa distriktet til YSR distrikt til ære for Y.S. Rajasekhara Reddy (1949-2009), der havde været guvernør i delstaten fra 2004-2009 og kom fra distriktet.

## Demografi
Ved folketællingen i 2011 var der 2.884.524 indbyggere i distriktet, mod 2,601,797 i 2001. Den urbane befolkningen udgør 34,10 % af befolkningen.
Børn i alderen 0 til 6 år udgjorde 10,87 % i 2011 mod 13,09 % i 2001. Antallet af piger i den alder per tusinde drenge er 919 i 2011 mod 951 i 2001. 

## Inndelinger

### Mandaler
I Andhra Pradesh er mandal det tredje administrative niveau, under staten og distrikterne. YSR distrikt har 50 mandaler
1. Chakrayapet
2. Atlur
3. Chapadu
4. Chennur
5. B Matham
6. Duvvur
7. Chinnamandem
8. B.Kodur
9. Jammalamadugu
10. Chinthakomma Dinne
11. Badvel
12. Kondapuram
13. Galiveedu
14. Chitvel
15. Lingala
16. Kamalapuram
17. Gopavaram
18. Muddanur
19. Khajipet
20. Kalasapadu
21. Mydukur
22. Lakkireddipalle
23. Kodur
24. Mylavaram
25. Pendlimarri
26. Nandalur
27. Peddamudium
28. Ramapuram
29. Obulavaripalle
30. Proddatur
31. Rayachoti
32. Penagalur
33. Pulivendula
34. Sambepalle
35. Porumamilla
36. Rajupalem
37. T Sundupalle
38. Pullampeta
39. Simhadripuram
40. Vallur
41. Rajampet
42. Thondur
43. Veeraballi
44. Sidhout
45. Vempalle
46. Veerapunayunipalle
47. Sri Avadhuth Kasinayana
48. Vemula
49. Yerraguntla
50. Vontimitta